# Wasserwerk Horlecke

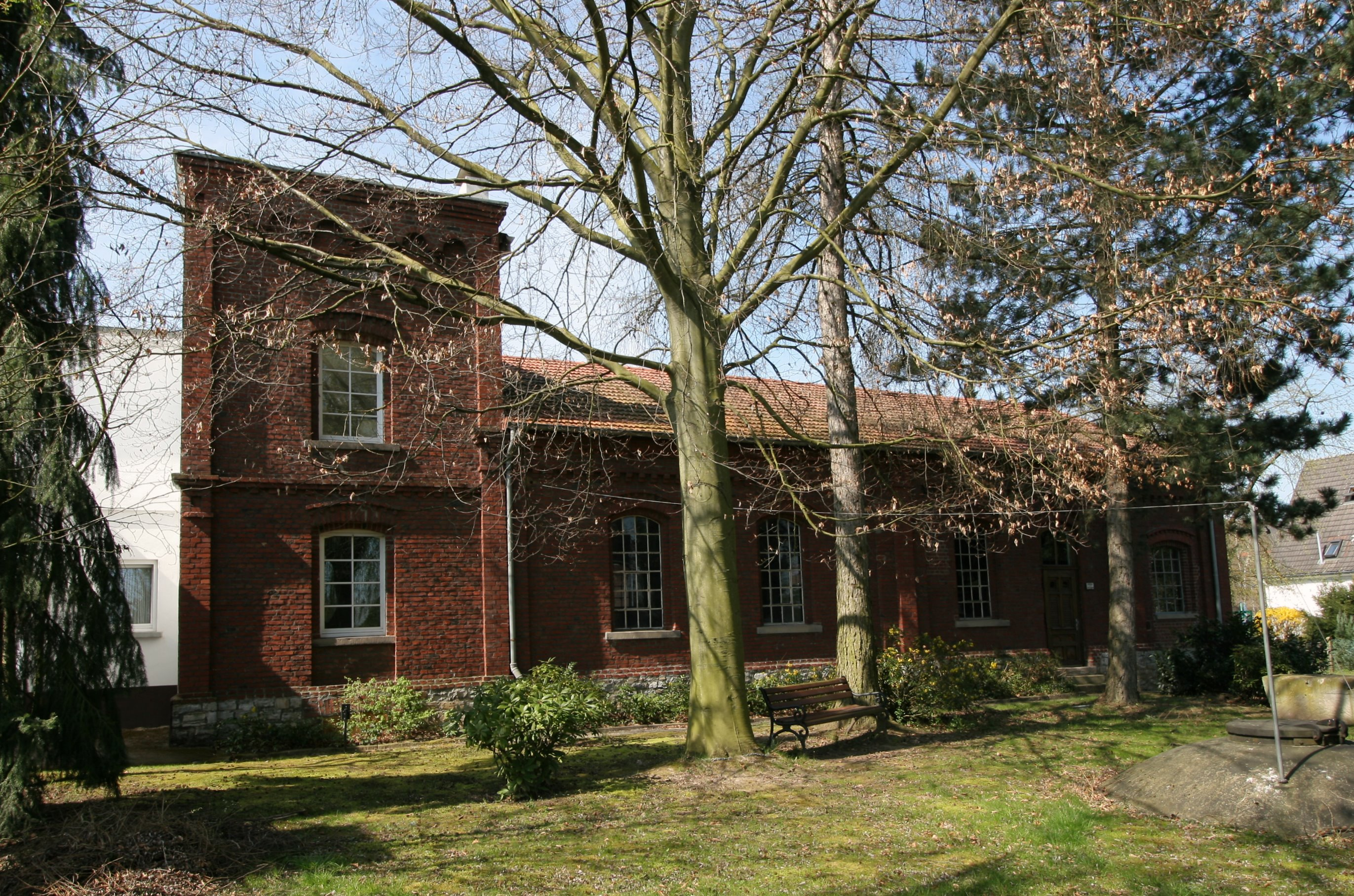
Wasserwerk Horlecke, 2015

Das Wasserwerk Horlecke ist ein ehemaliges Wasserwerk im Tal der Hönne an der Intzestraße 1 in Menden. Es stammt aus dem Jahre 1901. Das Wasserwerk wurde 1977 stillgelegt. Das Backsteingebäude mit Rundbogenfenstern ist seit 1989 denkmalgeschützt. Heute befindet sich darin eine Ausstellung zum Thema Wasserversorgung von der Antike bis zu Neuzeit. Die inzwischen wieder funktionsfähigen Pumpen werden vom Armaturenhersteller SAM Schulte unterhalten.